# 济州大学

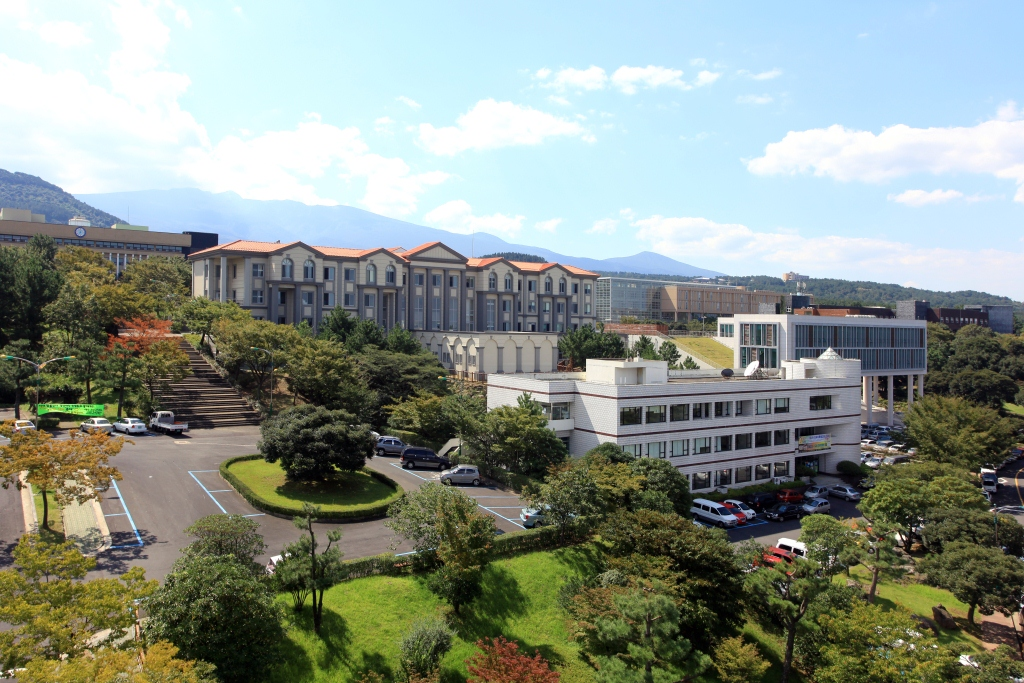
濟州大學

济州大学（제주대학교），又称济州国立大学，位於韩国济州市，是韩国10所国立旗舰大学之一。2010年，济州国立大学在QS世界大学排名亚洲排第171。

## 大學部
| - 教育学院 - 法律与政治科学院 - 经济与商业学院 - 工程学院 - 医学院 | - 兽医院 - 人文学院 - 自然科学院 - 海洋科学院 - 实用生命科学院 |

## 研究院
| - 教育研究院 - 法学研究院 - 商业管理研究院 - 工业研究院 | - 医学研究院 - 公共管理研究院 - 社会教育研究院 - 翻译研究院 |